# Partido Demócrata Progresista (España)
Partido Demócrata Progresista (PDP) fue un partido político español existente entre 1978 y 1980.
Su lema era "Una derecha para el progreso" y su símbolo consistía en una cruz en dos tonos de verde sobre un fondo blanco.

## Historia
El partido fue fundado por Alfonso Osorio el 16 de diciembre de 1978, y al mismo tiempo pasó a formar parte de Coalición Democrática. En las elecciones generales de 1979 su líder Alfonso Osorio logró ser elegido diputado por Madrid.
El 13 de septiembre de 1979 fue aceptada la renuncia al partido de su presidente Alfonso Osorio, siendo sucedido en el cargo por el secretario general Gabriel Camuñas. Al mes siguiente se sucedieron varias dimisiones, entre ellas las de algunos vicepresidentes y miembros del consejo directivo.
El 30 de junio de 1980 el partido acordó fusionarse dentro de Alianza Popular.